# RIDEBACK
"RIDEBACK" es el quinto sencillo de MELL, cantante de I've Sound. Este sencillo fue publicado el 4 de marzo de 2009 y la canción servirá como tema de apertura de la serie de anime con el mismo nombre. La canción original está cantada íntegramente en inglés, y aunque el sencillo no contenga una segunda canción, contiene en su lugar una versión japonesa de la misma canción, además de un remix y una versión instrumental.
El single fue publicado con una edición limitada que contenía el video promocional del single en formato DVD y más tarde se lanzó la versión regular del mismo.

## Canciones
1. RIDEBACK
Letras: Mell
Composición y arreglos: Kazuya Takase
2. RIDEBACK -Japanese ver.-
Letras: Mell
Composición y arreglos: Kazuya Takase
3. RIDEBACK -Re-mix ver.-[2]
Letras: Mell
Composición: Kazuya Takase
Arreglos: Ken Morioka
4. RIDEBACK -instrumental-